# Lac Lahontan (lac préhistorique)
Cet article concerne le lac préhistorique. Pour l'actuel lac artificiel, voir Lac Lahontan. Pour les autres significations, voir Lahontan (homonymie).
Le lac Lahontan est un grand lac endoréique disparu, datant du Pléistocène. Il est situé au nord-ouest du Nevada moderne. La zone de l'ancien lac constitue une grande partie du Grand Bassin des États-Unis qui borde le bassin versant du fleuve Sacramento à l'ouest.
Le lac tire son nom de Louis-Armand de Lom d'Arce, baron de Lahontan, un explorateur, anthropologue et militaire
français.

## Historique

Ensemble des lacs formés durant la période pluviale (17000 av J.-C.).

À son apogée, il y a environ 12 700 ans (pendant une période connue sous le nom de Sehoo Highstand), le lac avait une superficie de plus de 22 000 km2, avec sa plus grande partie centrée à l'emplacement de l'actuel Carson Sink. La profondeur du lac était d'environ 270 m au niveau de l'actuel Pyramid Lake, reliquat, et de 150 m dans le désert de Black Rock. Le lac Lahontan, au cours de la dernière période glaciaire, aurait été l'un des plus grands lacs d'Amérique du Nord.
Le changement climatique vers la fin de l'époque Pléistocène a conduit à un assèchement progressif de l'ancien lac Lahontan. Le lac avait en grande partie disparu sous sa forme étendue il y a environ 9 000 ans. Le lac s'est peu à peu divisé en une série de lacs plus petits, dont la plupart se sont rapidement asséchés, ne laissant que des playas. Ces playas incluent le désert de Black Rock, le Carson Sink et le Humboldt Sink (en). Les seuls vestiges modernes existant en tant que vrais lacs sont le lac Pyramid et le lac Walker. Le Winnemucca Lake (en) est sec depuis les années 1930 et le Lake Honey s'assèche périodiquement. L'ancien littoral est mis en évidence par des formations de travertin dans toute la région.
Étonnamment, le bassin versant alimentant le lac Lahontan ne semble pas avoir été beaucoup plus humide qu'aujourd'hui. On pense plutôt que son assèchement est principalement due à l'augmentation du taux d'évaporation à mesure que le climat se réchauffait[réf. nécessaire]. Des simulations informatiques récentes (utilisant le DSSAM Model (en) et d'autres techniques) indiquent si les taux de précipitation et d'évaporation dans le bassin versant sont maintenus à leur maximum et minimum annuels historiques, respectivement, et si les dérivations de la rivière Truckee sont stoppées, le lac Lahontan pourrait réapparaître.
Des preuves archéologiques le long de la rive indiquent que l'existence du lac coïncidait à peu près avec la première apparition d'humains dans la région. La truite fardée de Lahontan (Oncorhynchus clarkii henshawi (en)) y a évolué comme une espèce prédatrice dans les eaux du lac Lahontan, se nourrissant d'autres poissons comme le Siphateles bicolor (en) et les Catostomidae. Cette sous-espèce de truite fardée survit aujourd'hui dans les rivières tributaires du Grand Bassin et a été réintroduite dans les lacs Pyramid et Walker après avoir disparu localement au cours du XXe siècle.